# Independent Petroleum Association of America
L'Independent Petroleum Association of America (IPAA) est un groupe de pression formé par les producteurs de pétrole et de gaz aux États-Unis.

## Historique
Il est fondé le 10 juin 1929 par son président-fondateur Herbert Hoover,,. Son siège social est à Washington, DC.

## Activités de lobbying
En 2019, Politico rapporte que le groupe dépense plus d'un million de dollars américains par an en activités de lobbying. Le groupe a notamment lancé une campagne contre les politiques de l'administration Obama, le vice-président de l'IPAA, Jeff Eshelman, déclarant dans un enregistrement que l'administration Obama avait une « liste cible de tout ce qu'elle voulait faire pour arrêter l'industrie pétrolière et gazière ». Le groupe approuve les politiques de l'administration Trump, le PDG de l'IPAA, Barry Russell, se vantant dans un enregistrement que l'IPAA ait « un accès sans précédent aux personnes occupant ces postes, qui essaient de nous aider, ce qui est formidable ».